# Kanal III C
Der Kanal III C ist ein künstlich angelegtes Fließgewässer im Gebiet des Kreises Viersen (NRW).

## Geschichte
Hydronymie und Synonyme
Zu Beginn des 19. Jahrhunderts, zur Zeit der damaligen Französischen Verwaltung der linksrheinischen Gebiete, ist das Gewässer zunächst nicht sicher nachzuweisen. Die unter dem französischen Oberst Tranchot hier 1802 bzw. 1805 erfolgte Kartenaufnahme stellt den Verlauf des späteren Zwangsgrabens zwar als hauchdünne Linie bereits dar, nach Art der Ausführung wäre diese Linie jedoch eher als unbefestigter Weg zu deuten.
Spätestens im Jahr 1844 existiert dann aber bereits ein Teilabschnitt des späteren Kanal III C etwa zwischen dem heutigen Salbruch (damals: Soll Broich) und einem Punkt etwas nördlich der heutigen L475 (Tönisvorster Straße) zwischen Süchteln und Hagen unter der Bezeichnung Zwangsgraben. Der Zwangsgraben mündete damals dort direkt in die Niers, die noch ihrem ursprünglichen Verlauf folgte (die Verlegung und Begradigung der Niers erfolgte erst um ca. 1930).
Im Jahr 1892 ist der Kanal III C auf den amtlichen Karten des früheren Königreichs Preußen in seiner heutigen Form bereits vorhanden, wird dort aber fortan, genau wie der Unterlauf des Kanals III3b, einfach als Zweigkanal bezeichnet. Dieses etwas ungenaue Benennungsverfahren führt dazu, dass der Unterlauf des Kanals III3b von seinem eigenen Zulauf, dem Kanal III C, auf den amtlichen Karten Preußens namentlich gar nicht zu unterscheiden ist. Die nordrhein-westfälischen Vermessungsbehörden führen diesen Umstand bis auf den heutigen Tag (2010) unverändert fort.
Demgegenüber wird das Gewässer in der vom Landesamt für Natur, Umwelt und Verbraucherschutz NRW veröffentlichten Gewässerstationierungskarte als „Zweigkanal linker Arm (Kanal III C)“ ausgewiesen und dort nun auch offiziell vom Unterlauf des Kanals III3b unterschieden.

## Geographie

### Verlauf

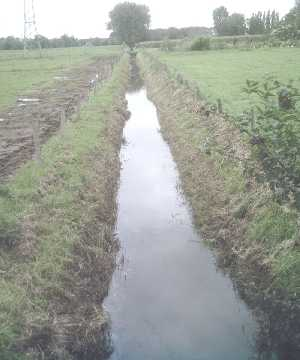
Der Kanal III C (Zweigkanal linker Arm) zwischen Süchteln und Hagen

Die Quelle des Kanals III C liegt in Viersen-Clörath, die Gewässerstationierungskarte weist für 2006 eine Stelle ca. 500 m nördlich der Clörather Mühle und unmittelbar östlich des Salbruchs aus.
Nach etwas älteren Angaben lag die Quelle aber in den 1990er Jahren noch an der Clörather Mühle selbst, und wurde möglicherweise früher, als die Niers noch hier vorbeifloß, von selbiger direkt gespeist.
Der Kanal III C fließt nun von hier aus zunächst westwärts durch den Salbruch, westlich dessen er Richtung Nordwesten abknickt und zwischen Hagen und Süchteln zunächst die L 475 (hier: Tönisvorster Straße) und schließlich
die frühere CEG-Eisenbahntrasse unterquert.

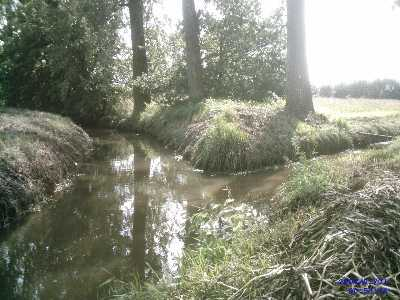
Die Mündung des Kanals III C (von hinten rechts kommend) in den Kanal III3b südwestlich von Grefrath-Oedt.

Etwa ein Kilometer nördlich der früheren KEG-Trasse knickt der Bachlauf kurz vor der Viersener Stadtgrenze erneut etwas nach rechts ab und kommt nun, fast nordwärts fließend, in das Gebiet der Gemeinde Grefrath hinein.
Auf Grefrather Gemeindegebiet fließt der Kanal III C dann noch ziemlich genau 700 m weiter und mündet schließlich, etwas südwestlich des Ortsteils Oedt, in den Kanal III3b.

### Zuflüsse
Auf der Gewässerstationierungskarte werden zwei kleine namenlose Bachläufe als Zuflüsse angezeigt:
- (N.N.), Gewässerkennzahl 2861642 (von links)[2]
- (N.N.), Gewässerkennzahl 2861644 (von rechts)[2]

Beide Zuflüsse befinden sich auf Viersener Stadtgebiet südlich der früheren KEG-Trasse.

## Daten und Charakter
Der Kanal III C hat eine Länge von knapp 5 km und sein Einzugsgebiet ist etwa 4 km² groß.
In den durch das nordrhein-westfälische Ministerium für Umwelt und Naturschutz, Landwirtschaft und Verbraucherschutz veröffentlichten Klassifizierungen von Gewässertyp bzw. Gewässergüte wird der Kanal III C, anders als der Zweigkanal (Kanal III3b) oder die Willicher Flöth, nicht erwähnt. Es lassen sich also an dieser Stelle zunächst keine weiteren Angaben machen.

## Flora und Fauna
In der Nähe der Quelle des Kanal III C, an der Clörather Mühle, befand sich im Jahr 2010 einer der wenigen Nist- und Brutplätze von Weißstörchen im Gebiet des Kreises Viersen.